# Humberto Primo

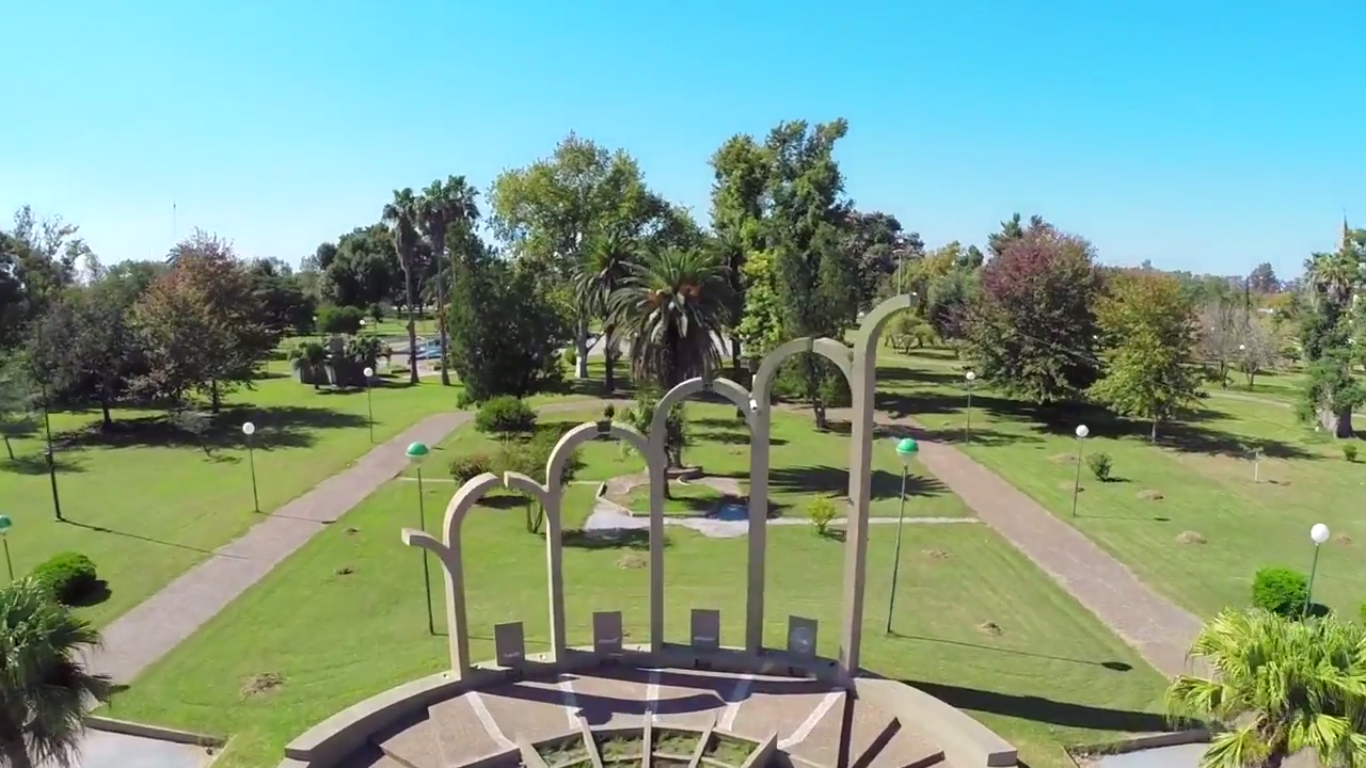
Monument in Humberto Primo

Humberto Primo is een plaats in het Argentijnse bestuurlijke gebied Castellanos in de provincie Santa Fe. De plaats telt 4.963 inwoners.